# Craterispermum
Craterispermum là một chi thực vật có hoa trong họ Thiến thảo (Rubiaceae).

## Loài
Chi Craterispermum gồm các loài: